# Кит перајар
Кит перајар (лат. Balaenoptera physalus) је крупни морски кит из породице Balaenopteridae.

## Распрострањење
Ареал кита перајара обухвата већи део светског океана.

## Станиште
Станиште врсте је пелагијал.

## Угроженост
Ова врста се сматра рањивом.